# Almas de piedra
Almas de piedra es una serie de televisión colombiana de 1994 realizada por la programadora TeVecine y Caracol Televisión para la Cadena Uno. Escrita por el brasileño Vicente Sesso, está basada en el libro Las mujeres de bronce del novelista francés Xavier de Montépin, y a la vez, en la adaptación brasileña Almas de Pedra de Ivani Ribeiro.
Es protagonizada por los actores Carlos Muñoz, Armando Gutiérrez y Ana María Orozco.

## Sinopsis
Esta es la historia de Hipólito Villalba, un hombre adinerado que ha amasado una gran fortuna a través de los años, casado con Eleonora de Villalba una mujer posesiva y manipuladora hasta con su propio hijo Junior, un hombre débil que esconde su homosexualidad. pero que en su pasado juvenil tuvo una hija natural que mantuvo en secreto toda su vida lejos de su familia. La esposa de Junior, Valeria Rojas hará lo que sea por obtener el poder en la compañía de su suegro, pero en sus planes ambiciosos no contaba con que Junior le pide el divorcio, después de la muerte súbita de su madre sintiéndose libre para buscar a su hija llamada Lucía en un país llamado San Marcos en Centroamérica.
Por otro lado esta José Luis Esquivel (Armando Gutiérrez), asistente personal quien no permitirá que nadie le haga daño. Finalmente encontrara a Claudia, una joven de clase baja quien se muda a San Marcos luego de un terremoto que la dejó sin memoria. Así es como José Luis hace que ella tome la identidad de la nieta de Villalba quien en realidad murió en el terremoto. Más tarde comenzara la relación entre José Luis y Claudia y se convertirá en un amor apasionado.

## Reparto
- Carlos Muñoz - Hipólito Villalba
- Armando Gutiérrez - José Luis Esquivel
- Ana María Orozco - Claudia / Lucia Villalba
- Lucero Cortés - Valeria Rojas de Villalba
- Gustavo Angarita - Ramón
- Kristina Lilley - Laura de Guzmán
- Víctor Hugo Cabrera - Hipólito "Junior" Villalba (†)
- Mónica Silva
- Andrés Felipe Martínez - Rubén Guzmán
- Stella Rivero - Rina de Esquivel
- Lucy Martínez - Rosario
- Luis Miguel Hurtado
- Iris Oyola
- Rubén Dario Gómez
- Patricia Díaz
- Luz Helena Villegas
- Gisela Triana
- Pedro Roda

## Versiones
- Almas de Pedra: Telenovela brasileña realizada por Rede Excelsior en 1966, protagonizada por Tarciso Meira, Glória Menezes y Armando Bógus.